# Japanische Fußballnationalmannschaft/Olympische Spiele
Die japanische Fußballnationalmannschaft bzw. U-23-Mannschaft nahm erstmals 1936 an den Olympischen Spielen in Berlin teil und konnte dabei im Achtelfinale gegen Schweden, dem ersten Spiel gegen eine europäische Mannschaft mit 3:2 gewinnen. Im Viertelfinale folgte dann eine 0:8-Niederlage gegen den späteren Olympiasieger Italien. 1948 war Japan ebenso wie Deutschland nicht zu den Olympischen Spielen zugelassen. Nachdem 1952 nicht teilgenommen wurde, kam 1956 das Aus in der ersten Runde. 1960 konnte sich die Mannschaft nicht qualifizieren, erreichte aber 1964 als Gastgeber das Viertelfinale. 1968 gelang mit dem Gewinn der Bronzemedaille der bisher größte Erfolg bei einem interkontinentalen Turnier. Danach wurde immer wieder die Qualifikation verpasst. Erst für die Spiele 1996 konnte sich wieder eine japanische Mannschaft qualifizieren und seitdem immer. Die Mannschaft nahm auch an den seit 1951 ausgetragenen Asienspielen teil für die vergleichbare Regeln gelten. 2010 konnte erstmals die Goldmedaille gewonnen werden, nachdem es 2002 zum zweiten sowie 1951 und 1966 zu dritten Plätzen gereicht hatte.

## Ergebnisse bei Olympischen Spielen

### 1936
- Olympische Spiele in Berlin:
  - Achtelfinale: 4. August 1936 Japan – Schweden 3:2(Hertha-Platz)
  - Viertelfinale: 7. August 1936 Italien – Japan 8:0 (Mommsen-Stadion)

| Nr.        | Spieler           | Geburtsdatum | A-Länder- spiele | A-Länder- spieltore | OS-Spiele |
| Tor        | Tor               | Tor          | Tor              | Tor                 | Tor       |
| ---------- | ----------------- | ------------ | ---------------- | ------------------- | --------- |
| 1          | Rihei Sano        | 21.09.1912   | 0                | 0                   | 2 (1936)  |
| -          | Sei Fuwa          | --.--.1914   | 0                | 0                   |           |
| Abwehr     |                   |              |                  |                     |           |
| 2          | Tadao Horie       | 13.09.1913   | 2                | 0                   | 1 (1936)  |
| 2          | Yasuo Suzuki      | 30.04.1913   | 1                | 0                   | 1 (1936)  |
| 3          | Teizo Takeuchi    | 06.11.1908   | 2                | 0                   | 2 (1936)  |
| Mittelfeld |                   |              |                  |                     |           |
| 4          | Motoo Tatsuhara   | 14.01.1913   | 2                | 0                   | 2 (1936)  |
| 5          | Koichi Oita       | 09.04.1914   | 0                | 0                   | 2 (1936)  |
| 6          | Kim Yong-sik      | 25.07.1910   | 0                | 0                   | 2 (1936)  |
| -          | Sekiji Sasano     | --.--.--     | 0                | 0                   |           |
| Angriff    |                   |              |                  |                     |           |
| 7          | Akira Matsunaga   | 21.09.1914   | 0                | 0                   | 2 (1936)  |
| 8          | Tokutaro Ukon     | 23.09.1913   | 2                | 0                   | 2 (1936)  |
| 9          | Taizo Kawamoto    | 17.01.1914   | 3                | 2                   | 2 (1936)  |
| 10         | Takeshi Kamo      | 08.02.1915   | 0                | 0                   | 2 (1936)  |
| 11         | Shogo Kamo        | 12.12.1915   | 0                | 0                   | 2 (1936)  |
| -          | Shoichi Nishimura | 30.11.1911   | 2                | 1                   |           |
| -          | Toyoji Takahashi  | --.--.1913   | 0                | 0                   |           |

### 1948
- Olympische Spiele in London:
  - nicht zugelassen

### 1952
- Olympische Spiele in Helsinki:
  - nicht teilgenommen

### 1956
- Qualifikation:
  - Japan – Südkorea 2:0
  - Südkorea – Japan 2:0 (Japan durch Losentscheid weiter)
- Olympische Spiele in Melbourne:
  - Achtelfinale: 27. November 1956 Australien – Japan 2:0

| Nr.        | Spieler             | Geburtsdatum | A-Länder- spiele | A-Länder- spieltore | OS-Spiele |
| Tor        | Tor                 | Tor          | Tor              | Tor                 | Tor       |
| ---------- | ------------------- | ------------ | ---------------- | ------------------- | --------- |
| 1          | Yoshio Furukawa     | 05.07.1934   | 2                | 0                   | 1 (1956)  |
| -          | Yukio Shimomura     | 25.01.1932   | 1                | 0                   |           |
| Abwehr     |                     |              |                  |                     |           |
| 2          | Ryūzō Hiraki        | 07.10.1931   | 9                | 0                   | 1 (1956)  |
| 3          | Yasuo Takamori      | 03.03.1934   | 7                | 0                   | 1 (1956)  |
| -          | Takashi Takabayashi | 02.08.1931   | 8                | 2                   |           |
| Mittelfeld |                     |              |                  |                     |           |
| 4          | Hiroaki Satō        | 05.02.1932   | 7                | 0                   | 1 (1956)  |
| 5          | Michihiro Ozawa     | 25.12.1932   | 2                | 0                   | 1 (1956)  |
| 6          | Waichirō Ōmura      | 01.01.1933   | 2                | 0                   | 1 (1956)  |
| -          | Kakuichi Mimura     | 16.08.1931   | 4                | 0                   |           |
| Angriff    |                     |              |                  |                     |           |
| 7          | Masanori Tokita     | 24.06.1925   | 8                | 2                   | 1 (1956)  |
| 8          | Masao Uchino        | 21.04.1934   | 6                | 2                   | 1 (1956)  |
| 9          | Shigeo Yaegashi     | 24.03.1933   | 2                | 0                   | 1 (1956)  |
| 10         | Tadao Kobayashi     | 07.07.1930   | 2                | 0                   | 1 (1956)  |
| 11         | Isao Iwabuchi       | 17.11.1933   | 5                | 2                   | 1 (1956)  |
| -          | Taizo Kawamoto      | 17.01.1914   | 9                | 4                   | 2 (1936)  |
| -          | Ken Naganuma        | 05.09.1930   | 2                | 1                   |           |
| -          | Akira Kitaguchi     | 08.03.1935   | 0                | 0                   |           |

### 1960
- Olympia-Qualifikation:
  - 13. Dezember 1959 Japan – Südkorea 0:2 (in Tokio)
  - 20. Dezember 1959 Südkorea – Japan 0:1 (in Tokio)

### 1964
- Olympische Spiele in Tokio:
  - Vorrunde in Tokio
    - 14. Oktober 1964 Japan – Argentinien 3:2
    - 16. Oktober 1964 Ghana – Japan 3:2 (das 3. Spiel gegen Italien fiel aus, da Italien auf Grund des Einsatzes von Profispielerin in der Qualifikation disqualifiziert worden war und Polen den angebotenen Platz nicht annahm. Japan war als Gruppenzweiter für das Viertelfinale qualifiziert.)

  - Viertelfinale:
    - 18. Oktober 1964 Tschechoslowakei – Japan 4:0

  - Platzierungsspiel:
    - 20. Oktober 1964 Japan – Jugoslawien 1:6 (in Osaka)

| Nr.        | Spieler             | Geburtsdatum | A-Länder- spiele | A-Länder- spieltore | OS-Spiele          |
| Tor        | Tor                 | Tor          | Tor              | Tor                 | Tor                |
| ---------- | ------------------- | ------------ | ---------------- | ------------------- | ------------------ |
| 1          | Tsukasa Hosaka      | 03.03.1937   | 19               | 0                   |                    |
| 21         | Kenzō Yokoyama      | 21.01.1943   | 0                | 0                   | 4 (1964)           |
| Abwehr     |                     |              |                  |                     |                    |
| 2          | Hiroshi Katayama    | 28.05.1940   | 10               | 0                   | 4 (1964)           |
| 3          | Masakatsu Miyamoto  | 04.07.1938   | 28               | 0                   |                    |
| 4          | Ryūzō Hiraki        | 07.10.1931   | 30               | 1                   |                    |
| 5          | Yoshitada Yamaguchi | 28.09.1944   | 0                | 0                   | 4 (1964)           |
| 6          | Ryōzō Suzuki        | 20.09.1939   | 14               | 0                   | 4 (1964)           |
| 7          | Hisao Kami          | 28.06.1941   | 0                | 0                   | 1 (1964)           |
| 8          | Mitsuo Kamata       | 16.12.1937   | 31               | 2                   | 4 (1964)           |
| 9          | Kiyoshi Tomizawa    | 03.12.1943   | 0                | 0                   |                    |
| Mittelfeld |                     |              |                  |                     |                    |
| 10         | Aritatsu Ogi        | 10.12.1942   | 1                | 0                   | 4 (1964)           |
| 11         | Takaji Mori         | 24.11.1943   | 0                | 0                   |                    |
| 13         | Shigeo Yaegashi     | 24.03.1933   | 31               | 10                  | 1 (1956), 4 (1964) |
| 16         | Teruki Miyamoto     | 26.12.1940   | 18               | 6                   | 4 (1964)           |
| 17         | Shōzō Tsugitani     | 25.06.1940   | 10               | 4                   |                    |
| Angriff    |                     |              |                  |                     |                    |
| 12         | Saburō Kawabuchi    | 03.12.1936   | 24               | 8                   | 3 (1964)           |
| 14         | Masashi Watanabe    | 11.01.1936   | 26               | 9                   | 1 (1964)           |
| 15         | Kunishige Kamamoto  | 15.04.1944   | 1                | 1                   | 4 (1964)           |
| 18         | Ryūichi Sugiyama    | 04.07.1941   | 15               | 1                   | 3 (1964)           |

### 1968
- Olympia-Qualifikation:
  - Japan – Südkorea 3:3
  - Japan – Libanon 3:1
  - Japan – Südvietnam 1:0
  - Japan – Taiwan 4:0
  - Japan – Philippinen 15:0
- Olympische Spiele in Mexiko:
  - Vorrunde:
    - 14. Oktober 1968 Japan – Nigeria 3:1 (in Puebla)
    - 16. Oktober 1968 Brasilien – Japan 1:1 (in Puebla)
    - 18. Oktober 1968 Spanien – Japan 0:0 (in Mexiko-Stadt) – Japan als Gruppenzweiter für das Viertelfinale qualifiziert

  - K.-o.-Runde (in Mexiko-Stadt):
    - Viertelfinale, 20. Oktober 1968 Japan – Frankreich 3:1
    - Halbfinale, 22. Oktober 1968 Ungarn – Japan 5:0
    - Spiel um Platz 3, 24. Oktober 1968 Japan – Mexiko 2:0 (vor 105.000 Zuschauern, der bisher höchsten Zuschauerzahl bei einem olympischen Fußballspiel)

| Nr.        | Spieler             | Geburtsdatum | A-Länder- spiele | A-Länder- spieltore | OS-Spiele                    |
| Tor        | Tor                 | Tor          | Tor              | Tor                 | Tor                          |
| ---------- | ------------------- | ------------ | ---------------- | ------------------- | ---------------------------- |
| 1          | Kenzō Yokoyama      | 21.01.1943   | 18               | 0                   | 4 (1964), 6 (1968)           |
| 18         | Masahiro Hamazaki   | 14.03.1940   | 2                | 0                   |                              |
| Abwehr     |                     |              |                  |                     |                              |
| 2          | Hiroshi Katayama    | 28.05.1940   | 28               | 0                   | 4 (1964), 6 (1968)           |
| 3          | Masakatsu Miyamoto  | 04.07.1938   | 37               | 1                   | 6 (1968)                     |
| 4          | Yoshitada Yamaguchi | 28.09.1944   | 19               | 0                   | 4 (1964), 6 (1968)           |
| 5          | Mitsuo Kamata       | 16.12.1937   | 39               | 2                   | 4 (1964), 6 (1968)           |
| 6          | Ryōzō Suzuki        | 20.09.1939   | 24               | 0                   | 4 (1964)                     |
| 7          | Kiyoshi Tomizawa    | 03.12.1943   | 4                | 0                   | 1 (1968)                     |
| Mittelfeld |                     |              |                  |                     |                              |
| 8          | Takaji Mori         | 24.11.1943   | 12               | 1                   | 6 (1968)                     |
| 9          | Aritatsu Ogi        | 10.12.1942   | 18               | 5                   | 4 (1964), 6 (1968)           |
| 10         | Eizō Yuguchi        | 04.07.1945   | 0                | 0                   | 1 (1968)                     |
| 11         | Shigeo Yaegashi     | 24.03.1933   | 44               | 11                  | 1 (1956), 4 (1964), 2 (1968) |
| 12         | Teruki Miyamoto     | 26.12.1940   | 36               | 15                  | 4 (1964), 6 (1968)           |
| Angriff    |                     |              |                  |                     |                              |
| 13         | Masashi Watanabe    | 11.01.1936   | 36               | 11                  | 1 (1964), 5 (1968)           |
| 14         | Yasuyuki Kuwahara   | 22.12.1942   | 6                | 4                   | 2 (1968)                     |
| 15         | Kunishige Kamamoto  | 15.04.1944   | 20               | 25                  | 4 (1964), 6 (1968)           |
| 16         | Ikuo Matsumoto      | 03.11.1941   | 8                | 1                   | 4 (1968)                     |
| 17         | Ryūichi Sugiyama    | 04.07.1941   | 34               | 12                  | 3 (1964), 6 (1968)           |

### 1972
- Olympia-Qualifikation in Seoul/Südkorea:
  - Malaysia – Japan 3:0
  - Südkorea – Japan 2:1
  - Japan – Philippinen 8:1
  - Japan – Taiwan 5:1 (Japan als Gruppendritter ausgeschieden)

### 1976
- Olympia-Qualifikation:
  - 1. Runde:
    - Japan – Philippinen 3:0
    - Philippinen – Japan 0:3

  - 2. Runde:
    - Israel – Japan 4:1
    - Japan – Israel 0:3
    - Südkorea – Japan 2:2
    - Japan – Südkorea 0:2 (Japan als Gruppendritter ausgeschieden)

### 1980
- Olympia-Qualifikation in Malaysia:
  - Malaysia – Japan 1:1
  - Südkorea – Japan 3:1
  - Japan – Brunei 2:1
  - Japan – Indonesien 2:0
  - Japan – Philippinen 10:0 (Japan als Gruppendritter ausgeschieden)

### 1984
- Olympia-Qualifikation
  - Vorrunde in Tokio:
    - 4. September 1983 Japan – Philippinen 7:0
    - 7. September 1983 Philippinen – Japan 1:10

  - Gruppenphase:
    - 15. September 1983 Japan – Taiwan 2:0 (in Tokio)
    - 20. September 1983 Taiwan – Japan 1:1 (in Taipeh)
    - 25. September 1983 Neuseeland – Japan 3:1(in Auckland)
    - 7. Oktober 1983 Japan – Neuseeland 0:1 (in Tokio) (Japan als Gruppenzweiter ausgeschieden)

### 1988
- Olympia-Qualifikation:
  - 1. Runde:
    - 8. April 1987 Japan – Indonesien 3:0 (in Tokio)
    - 12. April 1987 Japan – Singapur 1:0 (in Tokio)
    - 14. Juni 1987 Singapur – Japan 0:1 (in Singapur)
    - 26. Juni 1987 Indonesien – Japan 1:2(in Jakarta)

  - 2. Runde:
    - 2. September 1987 Thailand – Japan 0:0 (in Bangkok)
    - 15. September 1987 Nepal – Japan 0:5 (in Tokio)
    - 18. September 1987 Japan – Nepal 9:0 (in Tokio)
    - 26. September 1987 Japan – Thailand 1:0 (in Tokio)
    - 4. Oktober 1987 China – Japan 0:1 (in Guangzhou)
    - 26. Oktober 1987 Japan – China 0:2 (in Tokio) (Japan als Gruppenzweiter ausgeschieden)

### 1992
- Olympia-Qualifikation:
  - 1. Runde:
    - Indonesien – Japan 1:2
    - HongKong -Japan 3:1
    - Taiwan – Japan 0:3
    - Japan – Taiwan 2:0
    - Japan – HongKong 3:0
    - Japan – Indonesia 3:1

  - 2. Runde in Kuala Lumpur/Malaysia:
    - Katar – Japan 1:0
    - Südkorea – Japan 1:0
    - Kuwait – Japan 1:1
    - China – Japan 2:1
    - Japan – Bahrain 6:1 (Japan als Gruppenfünfter ausgeschieden)

### 1996
- Olympia-Qualifikation:
  - 1. Runde:
    - 26. Mai 1995 Thailand-Japan 0:5
    - 28. Mai 1995 Japan-Taiwan 4:1
    - 11. Juni 1995 Japan-Taiwan 6:0
    - 14. Juni 1995 Japan-Thailand 1:0

  - 2. Runde:
    - 16. März 1996 Irak – Japan 1:1
    - 18. März 1996 Japan – Oman 4:1
    - 20. März 1996 Japan – VAE 1:0

  - 3. Runde:
    - 24. März 1996 Japan – Saudi-Arabien 2:1 (Japan qualifiziert für die Olympischen Spiele)

  - 4. Runde:
    - 27. März 1996 Südkorea – Japan 2:1
- Olympische Spiele in Atlanta:
  - Vorrunde
    - 21. Juli 1996 Japan – Brasilien 1:0 (in Miami)
    - 23. Juli 1996 Nigeria – Japan 2:0 (in Orlando)
    - 25. Juli 1996 Japan – Ungarn 3:2 (in Orlando) – Japan als Gruppendritter ausgeschieden

| Nr.        | Spieler              | Geburtsdatum | A-Länder- spiele | A-Länder- spieltore | OS-Spiele |
| Tor        | Tor                  | Tor          | Tor              | Tor                 | Tor       |
| ---------- | -------------------- | ------------ | ---------------- | ------------------- | --------- |
| 1          | Yoshikatsu Kawaguchi | 15.08.1975   | 0                | 0                   | 3 (1996)  |
| 18         | Takashi Shimoda      | 28.11.1975   | 0                | 0                   |           |
| Abwehr     |                      |              |                  |                     |           |
| 2          | Hiroyuki Shirai      | 17.06.1974   | 0                | 0                   | 2 (1996)  |
| 3          | Hideto Suzuki        | 07.10.1974   | 0                | 0                   | 3 (1996)  |
| 5          | Makoto Tanaka        | 08.08.1975   | 0                | 0                   | 3 (1996)  |
| 12         | Ken’ichi Uemura      | 22.04.1974   | 0                | 0                   | 2 (1996)  |
| 13         | Naoki Matsuda        | 14.03.1977   | 0                | 0                   | 3 (1996)  |
| Mittelfeld |                      |              |                  |                     |           |
| 4          | Yūji Hironaga        | 25.07.1975   | 0                | 0                   | 2 (1996)  |
| 6          | Toshihiro Hattori    | 23.09.1973   | 0                | 0                   | 3 (1996)  |
| 7          | Masakiyo Maezono     | 29.10.1973   | 10               | 0                   | 3 (1996)  |
| 8          | Teruyoshi Itō        | 31.08.1974   | 0                | 0                   | 3 (1996)  |
| 10         | Akihiro Endō         | 18.09.1975   | 0                | 0                   | 1 (1996)  |
| 14         | Hidetoshi Nakata     | 22.01.1977   | 0                | 0                   | 2 (1996)  |
| 15         | Tadahiro Akiba       | 13.10.1975   | 0                | 0                   | 1 (1996)  |
| 17         | Ryūji Michiki        | 25.08.1973   | 0                | 0                   | 3 (1996)  |
| Angriff    |                      |              |                  |                     |           |
| 9          | Shōji Jō             | 17.06.1975   | 1                | 0                   | 3 (1996)  |
| 11         | Shigeru Morioka      | 12.08.1973   | 0                | 0                   | 1 (1996)  |
| 16         | Yoshika Matsubara    | 19.08.1974   | 0                | 0                   | 2 (1996)  |

### 2000
- Olympia-Qualifikation
  - 1. Runde in Hongkong:
    - 12. Juni 1999 Philippinen – Japan 0:13
    - 14. Juni 1999 Nepal – Japan 0:5
      - 16. Juni 1999 Malaysia – Japan 0:4
      - 18. Juni 1999 Hongkong – Japan 1:4
      - 26. Juni 1999 Japan – Nepal 9:0
      - 28. Juni 1999 Japan – Malaysia 4:0
      - 2. Juli 1999 Japan – Hongkong 2:0
      - 4. Juli 1999 Japan – Philippinen 11:0

  - 2. Runde:
    - 9. Oktober 1999 Kasachstan – Japan 0:2
    - 17. Oktober 1999 Japan – Thailand 3:1
    - 6. November 1999 Japan – Kasachstan 3:1
    - 13. November 1999 Thailand – Japan 0:6

- Olympische Spiele in Sydney:
  - Vorrunde:
    - 14. September 2000 Südafrika – Japan 1:2 (in Canberra)
    - 17. September 2000 Slowakei – Japan 1:2 (in Canberra)
    - 20. September 2000 Brasilien – Japan 1:0 (in Brisbane)

  - K.-o.-Runde:
    - 23. September 2000, Viertelfinale: Vereinigte Staaten – Japan 2:2 n. V., 5:4 n. E. (in Adelaide)

| Nr.        | Spieler            | Geburtsdatum | A-Länder- spiele | A-Länder- spieltore | OS-Spiele          |
| Tor        | Tor                | Tor          | Tor              | Tor                 | Tor                |
| ---------- | ------------------ | ------------ | ---------------- | ------------------- | ------------------ |
| 1          | Seigō Narazaki     | 15.04.1976   | 13               | 0                   | 4 (2000)           |
| 18         | Ryōta Tsuzuki      | 18.04.1978   | 0                | 0                   |                    |
| Abwehr     |                    |              |                  |                     |                    |
| 2          | Yūji Nakazawa      | 25.02.1978   | 4                | 2                   | 4 (2000)           |
| 3          | Naoki Matsuda      | 14.03.1977   | 10               | 0                   | 3 (1996), 2 (2000) |
| 4          | Ryūzō Morioka      | 07.10.1975   | 14               | 0                   | 3 (2000)           |
| 5          | Tsuneyasu Miyamoto | 07.02.1977   | 2                | 0                   | 1 (2000)           |
| 16         | Kōji Nakata        | 09.07.1979   | 6                | 0                   | 3 (2000)           |
| Mittelfeld |                    |              |                  |                     |                    |
| 6          | Jun’ichi Inamoto   | 18.09.1979   | 10               | 0                   | 4 (2000)           |
| 7          | Hidetoshi Nakata   | 22.01.1977   | 33               | 6                   | 2 (1996), 3 (2000) |
| 8          | Tomokazu Myōjin    | 24.01.1978   | 2                | 0                   | 4 (2000)           |
| 10         | Shunsuke Nakamura  | 24.06.1978   | 10               | 3                   | 4 (2000)           |
| 11         | Atsuhiro Miura     | 24.07.1974   | 11               | 1                   | 3 (2000)           |
| 12         | Tomoyuki Sakai     | 29.06.1979   | 0                | 0                   | 4 (2000)           |
| 14         | Masashi Motoyama   | 20.06.1979   | 2                | 0                   | 3 (2000)           |
| 15         | Norihiro Nishi     | 09.05.1980   | 0                | 0                   |                    |
| Angriff    |                    |              |                  |                     |                    |
| 9          | Tomoyuki Hirase    | 23.05.1977   | 2                | 0                   | 2 (2000)           |
| 13         | Atsushi Yanagisawa | 27.05.1977   | 12               | 3                   | 4 (2000)           |
| 17         | Naohiro Takahara   | 04.06.1979   | 6                | 3                   | 4 (2000)           |

### 2004
- Olympia-Qualifikation:
  - 2. Runde in Tokio:
    - 1. Mai 2003 Japan – Myanmar 3:0
    - 3. Mai 2003 Myanmar – Japan 0:5

  - 3. Runde in Japan und VAE:
    - 1. März 2004 Bahrain – Japan 0:0
    - 3. März 2004 Libanon – Japan 0:4
    - 5. März 2004 VAE – Japan 0:2
    - 14. März 2004 Japan – Bahrain 0:1
    - 16. März 2004 Japan – Libanon 2:1
    - 18. März 2004 Japan – VAE 3:0

- Olympische Spiele in Athen:
  - Vorrunde:
    - 12. August 2004 Paraguay – Japan 4:3 (in Thessaloniki)
    - 15. August 2004 Japan – Italien 2:3 (in Volos)
    - 18. August 2004 Japan – Ghana 1:0 (in Volos) – Japan als Gruppenvierter ausgeschieden

| Nr.        | Spieler             | Geburtsdatum | A-Länder- spiele | A-Länder- spieltore | OS-Spiele |
| Tor        | Tor                 | Tor          | Tor              | Tor                 | Tor       |
| ---------- | ------------------- | ------------ | ---------------- | ------------------- | --------- |
| 1          | Hitoshi Sogahata    | 02.08.1979   | 4                | 0                   | 3 (2004)  |
| 18         | Takaya Kurokawa     | 07.04.1981   | 0                | 0                   |           |
| Abwehr     |                     |              |                  |                     |           |
| 2          | Marcus Tulio Tanaka | 24.04.1981   | 0                | 0                   | 3 (2004)  |
| 3          | Teruyuki Moniwa     | 08.09.1981   | 3                | 0                   | 3 (2004)  |
| 4          | Daisuke Nasu        | 10.10.1981   | 0                | 0                   | 2 (2004)  |
| 12         | Naoya Kikuchi       | 24.11.1984   | 0                | 0                   | 1 (2004)  |
| 15         | Yūhei Tokunaga      | 25.09.1983   | 0                | 0                   | 2 (2004)  |
| Mittelfeld |                     |              |                  |                     |           |
| 5          | Yūki Abe            | 06.09.1981   | 0                | 0                   | 3 (2004)  |
| 6          | Yasuyuki Konno      | 25.01.1983   | 0                | 0                   | 3 (2004)  |
| 7          | Kōji Morisaki       | 09.05.1981   | 0                | 0                   | 3 (2004)  |
| 8          | Shinji Ono          | 27.09.1979   | 42               | 4                   | 3 (2004)  |
| 10         | Daisuke Matsui      | 11.05.1981   | 1                | 0                   | 3 (2004)  |
| 13         | Yūichi Komano       | 25.07.1981   | 0                | 0                   | 2 (2004)  |
| 14         | Naohiro Ishikawa    | 12.05.1981   | 2                | 0                   | 1 (2004)  |
| Angriff    |                     |              |                  |                     |           |
| 9          | Daiki Takamatsu     | 08.09.1981   | 0                | 0                   | 3 (2004)  |
| 11         | Tatsuya Tanaka      | 27.11.1982   | 0                | 0                   | 3 (2004)  |
| 16         | Yoshito Ōkubo       | 09.06.1982   | 15               | 0                   | 3 (2004)  |
| 17         | Sōta Hirayama       | 06.06.1985   | 0                | 0                   | 1 (2004)  |

### 2008
- Olympia-Qualifikation:
  - 1. Runde:
    - 28. Februar 2007: Japan – Hongkong 3:0 (in Tokio)
    - 14. März 2007: Malaysia – Japan 1:2 (in Petaling Jaya)
    - 28. März 2007: Japan – Syrien 3:0 (in Tokio)
    - 18. April 2007: Syrien – Japan 0:2 (in Damaskus)
    - 16. Mai 2007: Hongkong – Japan 0:4 (in Hongkong)
    - 6. Juni 2007: Japan – Malaysia 3:1 (in Tokio)

  - 2. Runde:
    - 22. August 2007: Japan – Vietnam 1:0 (in Tokio)
    - 8. September 2007: Saudi-Arabien – Japan 0:0 (in Dammam)
    - 12. September 2007: Japan – Katar 1:0 (in Tokio)
    - 17. Oktober 2007: Katar – Japan 2:1
    - 17. November 2007: Vietnam – Japan 0:4 (in Hanoi)
    - 21. November 2007: Japan – Saudi-Arabien 0:0 (in Tokio)

- Olympische Spiele in Peking:
  - Vorrunde:
    - 7. August 2008: Japan – Vereinigte Staaten 0:1 (in Tianjin)
    - 10. August 2008 Nigeria – Japan 2:1 (in Tianjin)
    - 13. August 2008 Niederlande – Japan 1:0 (in Shenyang) – Japan als Gruppenvierter ausgeschieden

| Nr.        | Spieler            | Geburtsdatum | A-Länder- spiele | A-Länder- spieltore | OS-Spiele |
| Tor        | Tor                | Tor          | Tor              | Tor                 | Tor       |
| ---------- | ------------------ | ------------ | ---------------- | ------------------- | --------- |
| 1          | Shūsaku Nishikawa  | 18.06.1986   | 0                | 0                   | 3 (2008)  |
| 18         | Kaito Yamamoto     | 10.07.1985   | 0                | 0                   |           |
| Abwehr     |                    |              |                  |                     |           |
| 3          | Maya Yoshida       | 24.08.1988   | 0                | 0                   | 1 (2008)  |
| 4          | Hiroki Mizumoto    | 12.09.1985   | 3                | 0                   | 3 (2008)  |
| 5          | Yūto Nagatomo      | 12.09.1986   | 3                | 0                   | 2 (2008)  |
| 6          | Masato Morishige   | 21.05.1987   | 0                | 0                   | 3 (2008)  |
| 7          | Atsuto Uchida      | 27.03.1988   | 9                | 1                   | 2 (2008)  |
| 13         | Michihiro Yasuda   | 20.12.1987   | 5                | 0                   | 1 (2008)  |
| Mittelfeld |                    |              |                  |                     |           |
| 2          | Hajime Hosogai     | 10.06.1986   | 0                | 0                   | 2 (2008)  |
| 8          | Keisuke Honda      | 13.06.1986   | 1                | 0                   | 3 (2008)  |
| 10         | Yōhei Kajiyama     | 24.09.1985   | 0                | 0                   | 3 (2008)  |
| 12         | Hiroyuki Taniguchi | 27.06.1985   | 0                | 0                   | 3 (2008)  |
| 14         | Shinji Kagawa      | 17.03.1989   | 3                | 0                   | 3 (2008)  |
| 16         | Takuya Honda       | 17.04.1985   | 0                | 0                   | 2 (2008)  |
| Angriff    |                    |              |                  |                     |           |
| 9          | Yōhei Toyoda       | 11.04.1985   | 0                | 0                   | 3 (2008)  |
| 11         | Shinji Okazaki     | 16.04.1986   | 0                | 0                   | 3 (2008)  |
| 15         | Takayuki Morimoto  | 07.05.1988   | 0                | 0                   | 2 (2008)  |
| 17         | Tadanari Lee       | 19.12.1985   | 0                | 0                   | 3 (2008)  |

### 2012
- Olympia-Qualifikation:
  - 2. Runde:
    - 19. Juni 2011: Japan – Kuwait 3:1 (in Tokio)
    - 23. Juni 2011: Kuwait – Japan 2:1 (in Kuwait)

  - 3. Runde:
    - 21. September 2011: Japan – Malaysia 2:0 (in Tosu)
    - 22. November 2011: Bahrain – Japan 0:2 (in Manama)
    - 27. November 2011: Japan – Syrien 2:1 (in Tokio)
    - 5. Dezember 2012: Syrien – Japan 2:1 (in Amman/Jordanien)
    - 22. Februar 2012: Malaysia – Japan 0:4 (in Kuala Lumpur)
    - 14. März 2012: Japan – Bahrain 2:0 (in Tokio)

- Olympische Spiele in London:
  - 26. Juli 2012 Spanien – Japan 0:1 (in Glasgow, Hampden Park)
  - 29. Juli 2012 Japan – Marokko 1:0 (in Newcastle, St. James’ Park)
  - 1. August 2012: Japan – Honduras 0:0 (in Coventry, City of Coventry Stadium)
  - 4. August 2012, Viertelfinale: Japan – Ägypten 3:0 (in Manchester, Old Trafford)
  - 7. August 2012, Halbfinale: Mexiko – Japan 3:1 (in London, Wembley-Stadion)
  - 10. August 2012, Spiel um Bronze: Südkorea – Japan 3:1 (in Cardiff, Millennium Stadium)

#### Kader für 2012
Startberechtigt war eine U-23-Mannschaft, in der bis zu drei ältere Spieler mitwirken durften. Hierfür wurden Yūhei Tokunaga und Maya Yoshida, die bereits 2004 bzw. 2008 teilnahmen sowie der dritte Torhüter Akihiro Hayashi von Trainer Takashi Sekizuka nominiert. Shunsuke Andō, Keigo Higashi, Kensuke Nagai, Daisuke Suzuki, Hotaru Yamaguchi und Kazuya Yamamura standen auch im Kader, der bei den Asienspielen 2010 die Goldmedaille gewann.
| Nr.        | Spieler           | Geburtsdatum | Verein                   | A-Länder- spiele | A-Länder- spieltore | OS-Spiele          |
| Tor        | Tor               | Tor          | Tor                      | Tor              | Tor                 | Tor                |
| ---------- | ----------------- | ------------ | ------------------------ | ---------------- | ------------------- | ------------------ |
| 1          | Shūichi Gonda     | 03.03.1989   | FC Tokyo                 | 01               | 0                   | 6 (2012)           |
| 18         | Shunsuke Andō     | 10.08.1990   | Kawasaki Frontale        |                  |                     |                    |
| Abwehr     |                   |              |                          |                  |                     |                    |
| 2          | Yūhei Tokunaga    | 25.09.1983   | FC Tokyo                 | 07               | 0                   | 2 (2004), 5 (2012) |
| 4          | Hiroki Sakai      | 12.04.1990   | Hannover 96              | 03               | 0                   | 4 (2012)           |
| 5          | Maya Yoshida      | 24.08.1988   | VVV Venlo                | 15               | 2                   | 1 (2008), 6 (2012) |
| 8          | Kazuya Yamamura   | 02.12.1989   | Kashima Antlers          | 01               | 0                   | 3 (2012)           |
| 12         | Gōtoku Sakai      | 14.03.1991   | VfB Stuttgart            |                  |                     | 4 (2012)           |
| 13         | Daisuke Suzuki    | 29.01.1990   | Albirex Niigata          |                  |                     | 6 (2012)           |
| Mittelfeld |                   |              |                          |                  |                     |                    |
| 3          | Takahiro Ōgihara  | 05.10.1991   | Cerezo Osaka             |                  |                     | 5 (2012)           |
| 6          | Taisuke Muramatsu | 16.12.1989   | Shimizu S-Pulse          |                  |                     | 1 (2012)           |
| 10         | Keigo Higashi     | 20.07.1990   | Ōmiya Ardija             |                  |                     | 6 (2012)           |
| 14         | Takashi Usami     | 06.05.1992   | TSG 1899 Hoffenheim      |                  |                     | 4 (2012)           |
| 16         | Hotaru Yamaguchi  | 06.10.1990   | Cerezo Osaka             |                  |                     | 6 (2012)           |
| 17         | Hiroshi Kiyotake  | 12.11.1989   | 1. FC Nürnberg           | 07               | 0                   | 6 (2012)           |
| Angriff    |                   |              |                          |                  |                     |                    |
| 7          | Yūki Ōtsu         | 24.03.1990   | Borussia Mönchengladbach |                  |                     | 6 (2012)           |
| 9          | Ken’yū Sugimoto   | 18.11.1992   | Tokyo Verdy              |                  |                     | 4 (2012)           |
| 11         | Kensuke Nagai     | 05.03.1989   | Nagoya Grampus Eight     | 01               | 0                   | 6 (2012)           |
| 15         | Manabu Saitō      | 04.04.1990   | Yokohama F. Marinos      |                  |                     | 5 (2012)           |

##### Ersatzspieler
| Nr.        | Spieler         | Geburtsdatum | Verein                    | A-Länder- spiele | A-Länder- spieltore | OS-Spiele |
| Tor        | Tor             | Tor          | Tor                       | Tor              | Tor                 | Tor       |
| ---------- | --------------- | ------------ | ------------------------- | ---------------- | ------------------- | --------- |
| 22         | Akihiro Hayashi | 07.05.1987   | Shimizu S-Pulse           |                  |                     |           |
| Abwehr     |                 |              |                           |                  |                     |           |
| 20         | Kazuki Ōiwa     | 17.08.1989   | JEF United Ichihara Chiba |                  |                     |           |
| Mittelfeld |                 |              |                           |                  |                     |           |
| 20         | Takuji Yonemoto | 03.12.1990   | FC Tokyo                  | 1                | 0                   |           |
| Angriff    |                 |              |                           |                  |                     |           |
| 7          | Ryōhei Yamazaki | 14.03.1989   | Júbilo Iwata              |                  |                     |           |

### 2016
Für das Turnier in Rio de Janeiro qualifizierten sich die Japaner bei der U-23-Fußball-Asienmeisterschaft 2016, wo sie erstmals U-23-Asienmeister wurden.

#### Kader für 2016
Startberechtigt war eine U-23-Mannschaft, in der bis zu drei ältere Spieler mitwirken durften. Hierfür wurden Hiroki Fujiharu, Shinzō Kōroki und Tsukasa Shiotani nominiert.
| Nr.        | Spieler             | Geburtsdatum | Verein               | A-Länder- spiele | A-Länder- spieltore | OS-Spiele |
| Tor        | Tor                 | Tor          | Tor                  | Tor              | Tor                 | Tor       |
| ---------- | ------------------- | ------------ | -------------------- | ---------------- | ------------------- | --------- |
| 1          | Masatoshi Kushibiki | 29.01.1993   | Kashima Antlers      | 0                | 0                   |           |
| 12         | Kōsuke Nakamura     | 27.02.1995   | Kashiwa Reysol       | 0                | 0                   |           |
| Abwehr     |                     |              |                      |                  |                     |           |
| 2          | Sei Muroya          | 05.04.1994   | FC Tokyo             | 0                | 0                   |           |
| 4          | Hiroki Fujiharu     | 28.11.1988   | Gamba Osaka          | 03               | 0                   |           |
| 5          | Naomichi Ueda       | 24.10.1994   | Kashima Antlers      | 0                | 0                   |           |
| 6          | Tsukasa Shiotani    | 05.12.1988   | Sanfrecce Hiroshima  | 02               | 0                   |           |
| 15         | Masashi Kamekawa    | 28.05.1993   | Avispa Fukuoka       | 0                | 0                   |           |
| 17         | Takuya Iwanami      | 18.06.1994   | Vissel Kōbe          | 0                | 0                   |           |
| Mittelfeld |                     |              |                      |                  |                     |           |
| 3          | Wataru Endō         | 09.02.1993   | Urawa Red Diamonds   | 07               | 0                   |           |
| 7          | Riki Harakawa       | 18.08.1993   | Kawasaki Frontale    | 0                | 0                   |           |
| 8          | Ryōta Ōshima        | 23.01.1993   | Kawasaki Frontale    | 0                | 0                   |           |
| 9          | Shinya Yajima       | 18.01.1994   | Fagiano Okayama (II) | 0                | 0                   |           |
| 10         | Shoya Nakajima      | 23.08.1994   | FC Tokyo             | 0                | 0                   |           |
| 14         | Yosuke Ideguchi     | 23.08.1996   | Gamba Osaka          | 0                | 0                   |           |
| 18         | Takumi Minamino     | 16.01.1995   | FC Red Bull Salzburg | 02               | 0                   |           |
| Angriff    |                     |              |                      |                  |                     |           |
| 11         | Musashi Suzuki      | 11.02.1994   | Albirex Niigata      | 0                | 0                   |           |
| 13         | Shinzō Kōroki       | 31.07.1986   | Urawa Red Diamonds   | 16               | 0                   |           |
| 16         | Takuma Asano        | 10.11.1994   | FC Arsenal           | 05               | 1                   |           |

#### Spiele
- 4. August 2016: Nigeria – Japan 5:4 (in Manaus)
- 7. August 2016: Japan – Kolumbien	2:2 (in Manaus)
- 10. August 2016: Japan – Schweden 1:0 (in Salvador)

Japan scheidet als Gruppendritter aus.

### 2020
Für das Turnier in Tokio sind die Japaner als Gastgeber automatisch qualifiziert.

#### Spiele
- Gruppenspiele:
  - 22. Juli 2021: Japan – Südafrika 1:0 (Tokyo Stadium)
  - 25. Juli 2021: Japan – Mexiko 2:1 (Saitama Stadium)
  - 28. Juli 2021: Frankreich – Japan 0:4 (Yokohama)
- K.-o.-Runde:
  - Viertelfinale, 31. Juli 2021: Japan 	– 	 Neuseeland 	0:0 n. V.; 4:2 i. E. (in Kashima)
  - Halbfinale, 3. August 2021:  Japan 	– 	 Spanien 	0:1 n. V. (in Saitama)
  - Spiel um Pronze, 6. August 2021: Mexiko 	– 	 Japan 	3:1 (in Saitama)

### 2024
Japan konnte sich bei einem Turnier in  Bahrain durch Siege gegen Pakistan (6:0) und Palästina (1:0) sowie ein torloses Remis gegen die Gastgeber für die U-23-Fußball-Asienmeisterschaft 2024 qualifizieren, die vom 15. April bis 3. Mai 2024  in Katar stattfand. Dort konnten sich die ersten vier Mannschaften direkt für die Olympischen Spiele qualifizieren, der Vierte spielt im interkontinentalen Play-off gegen Guinea, den vierten der Afrika-Qualifikation. Die Japaner erreichten nach Siegen gegen China (1:0) sowie die Ver. Arab. Emirate (2:0) und einer Niederlage gegen Südkorea (0:1) als Gruppenzweite die K.-o.-Runde. Dort setzten sie sich im Viertelfinale 4:2 nach Verlängerung gegen Gastgeber Katar durch. Durch einen 2:0-Sieg im Halbfinale gegen den Irak qualifizierten sie sich für die Olympischen Spiele. Im Finale gewannen sie dann mit 1:0 gegen Usbekistan.

#### Spiele in Paris
Bei der Auslosung am 20. März 2024 war Frankreich zusammen mit Argentinien und zwei Platzhaltern für asiatische Mannschaften, die sich noch qualifizieren mussten, Topf 1 zugeordnet. Der Sieger der U23-Asienmeisterschaft wurde als Gruppenkopf der Gruppe D gelost. Zugelost wurden Israel, Mali und Paraguay.

##### Vorrunde
- 24. Juli 2024 in Bordeaux: Japan – Paraguay 5:0 (1:0)
- 27. Juli 2024 in Bordeaux: Japan – Mali 1:0 (0:0)
- 30. Juli 2024 in Nantes: Israel – Japan 0:1 (0:0) – als Gruppensieger für die K.-o.-Runde qualifiziert

##### K.-o.-Runde
- 2. August 2024 in Lyon: Japan – Spanien 0:3 (0:1)

## Trainer
- 1936: Shigeyoshi Suzuki
- 1956: Shigemaru Takenokoshi (Nationaltrainer von 1951 bis 1956)
- 1964, 1968: Ken Naganuma
- 1996: Akira Nishino
- 2000: Philippe Troussier (Frankreich), zwischen 1999 und 2002 auch Nationaltrainer
- 2004: Masakuni Yamamoto
- 2008: Yasuharu Sorimachi
- 2012: Takashi Sekizuka
- 2016: Makoto Teguramori
- 2021: Hajime Moriyasu (auch Trainer der A-Nationalmannschaft)
- 2024: Gō Ōiwa

## Beste Torschützen
1. Kunishige Kamamoto 8 Tore (1964, 1968) – Torschützenkönig 1968 (7 Tore)
2. Naohiro Takahara (2000), Yūki Ōtsu (2012) und Takefusa Kubo (2021) je 3 Tore
5. mehrere Spieler mit 2 Toren

## Bekannte Spieler
- Yasuhiko Okudera (Qualifikation für 1988)
- Yoshikatsu Kawaguchi (1996)
- Yasuhito Endō (2000)
- Shinji Okazaki (2008)
- Shinji Kagawa (2008)